# 천마호

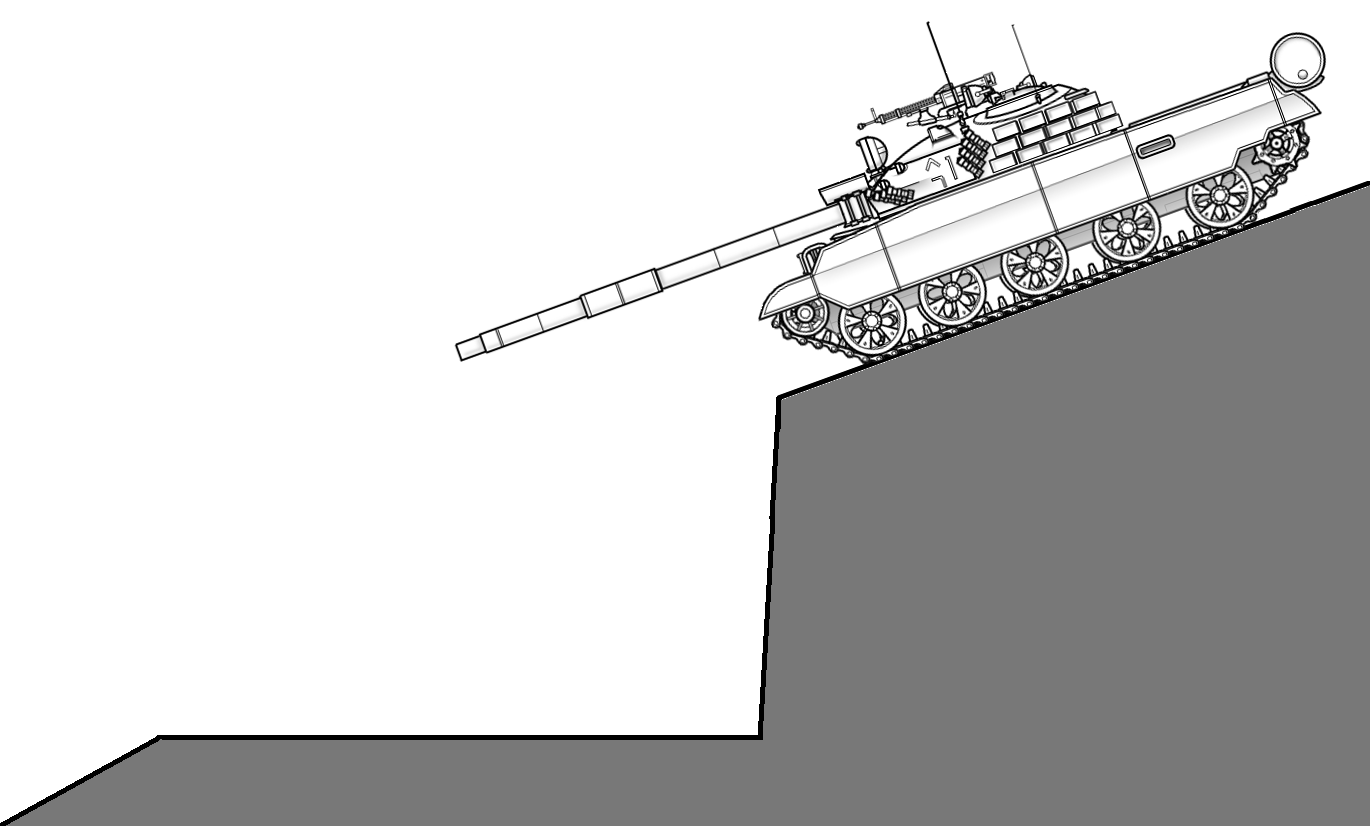
천마1호. 각지지 않고 둥근 포탑, 바퀴 5개가 특징이다.

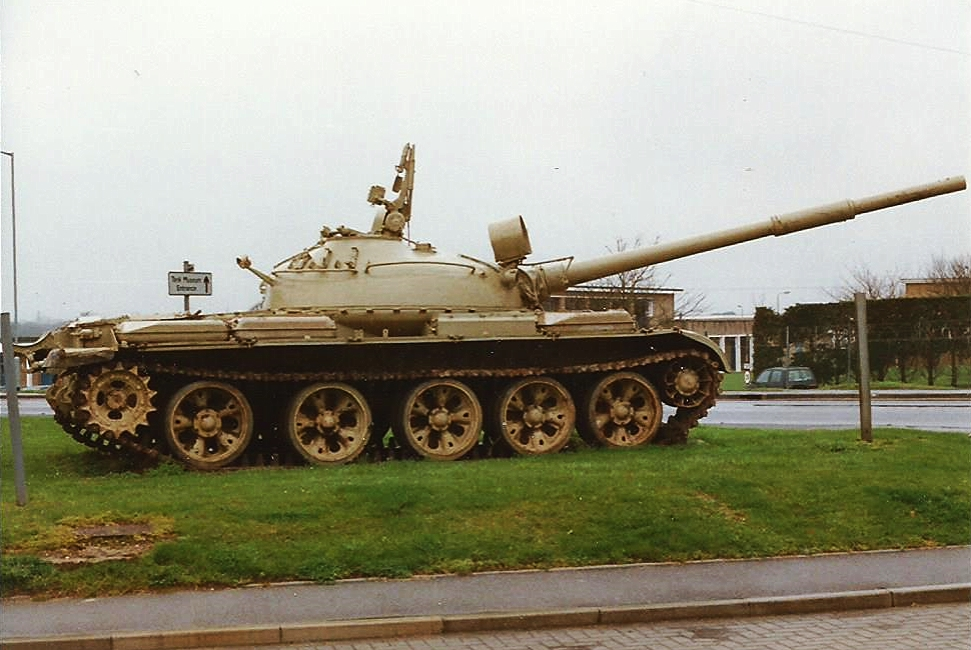
이라크 육군 T-62 전차. 역시 천마1호처럼 각지지 않고 둥근 포탑, 바퀴 5개가 특징이다.

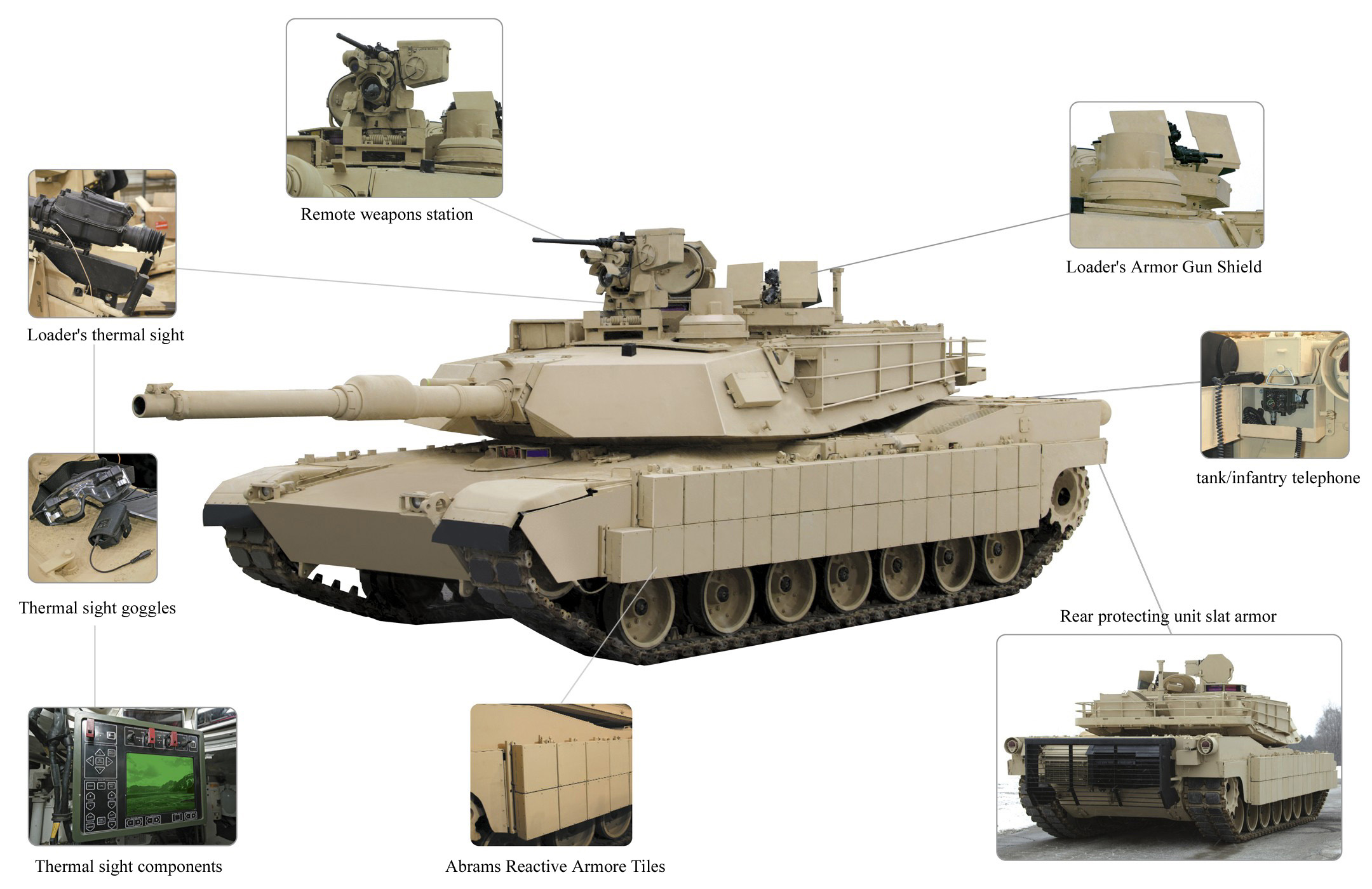
미국 M1 에이브럼스 전차. 포탑이 각져있고, 바퀴가 7개이다.

천마호(天馬號)는 조선인민군의 주력전차로 T-62를 개량한 것이다.

## 역사
조선민주주의인민공화국은 1960년대부터 시리아으로부터 T-62를 소량 도입한 후, T-62를 역설계한 전차를 개발하여 천마호라는 이름으로 운용하였다.
조선민주주의인민공화국은 가나다라마바형을 개발했다. 천마호 마형을 천마5호라고도 부른다.

## 천마5호
2001년 8월 1일, 북한 김정일 국방위원장은 모스크바 도착 전인 다음달 1일 서시베리아의 산업도시 옴스크에 이틀간 머물며 T-80U 탱크 생산공장을 방문했다. 김 위원장이 방문할 트란스마슈 공장은 최근 구형 탱크의 현대화 작업에 주력하고 있으며 90년대 중반 T-80U와 T-80UK 전차를 불곰사업으로 한국에 수출하기도 했다. 보통, 국가원수가 외국 무기공장을 찾을 때는, 상당한 계약성사가 사실상 마무리 된 다음에 방문한다.
2013년 6월 19일, 한국군 소식통은 19일 "북한군은 2005년부터 지난해까지 신형 전차 선군호, 천마5호 등 900여대를 전력화한 것으로 파악됐다"며 "선군호 전력화 사실이 알려진 것은 이번이 처음"이라고 밝혔다.
천마5호 또는 천마호 마형은 한국의 K1 전차 처럼, 포탑이 둥근 모양에서 각진 모양으로 바뀌었다. 그러나 바퀴는 여전히 5개이다. 천마6호 또는 천마호 바형도 동일한 외형이다. 즉, 한국의 K1 전차와 외형이 거의 비슷해졌는데, 측면에 보이는 바퀴만 K1 전차 6개, 천마5호 5개의 차이가 있다.
폭풍호는 정말 K1 전차와 똑같이 생겼다. 각진 포탑과 측면 바퀴수가 6개로 동일한 외형이다. 바퀴수가 늘어났다는 것은 전체 중량, 엔진의 마력이 다 향상되었다는 의미이다.
선군호는 천마1호처럼 둥글게 생긴 포탑을 유지하고 있는데, 바퀴수만 6개로 늘어났다. 북한은 디젤엔진 1200마력이라고 자랑한다.

## 비교
| 비교       | T-62     | T-72     | 천마5호  | 폭풍호    | T-80U     | 선군호    | K1 전차   | K2 흑표   | M1 에이브럼스 |
| 무게       | 37 톤    | 41.5 톤  | 42 톤    | 46 톤     | 46 톤     | 46 톤     | 51 톤     | 55 톤     | 54-72 톤      |
| 엔진       | 580 마력 | 780 마력 | 580 마력 | 1200 마력 | 1250 마력 | 1200 마력 | 1200 마력 | 1500 마력 | 1500 마력     |
| 측면바퀴수 | 5 개     | 5 개     | 5 개     | 6 개      | 6 개      | 6 개      | 6 개      | 6 개      | 7 개          |
| 포탑모양   | 둥근모양 | 둥근모양 | 각진모양 | 각진모양  | 둥근모양  | 둥근모양  | 각진모양  | 각진모양  | 각진모양      |

T-80U, M1 에이브럼스는 제트엔진과 같은 가스터빈 엔진을 사용한다. M1 에이브럼스가 가스터빈 엔진을 사용한다고 해서 전투기의 항공기용 등유를 사용해야만 하는 것은 아니고, 휘발유, 경유를 넣어도 된다.
대개는 주야간 전천후 작전을 위한 야간투시경, 적의 공격을 견디기 위한 각종 방어장치 등이 추가된다. 화생방전 작전을 위해 에어컨 등을 설치하며, 스노클을 장착해 깊은 강도 건널 수 있다.

## 같이 보기
- 폭풍호
- 선군호